# Seaforth (Nova Gales do Sul)
Seaforth é um subúrbio do norte de Sydney, no estado da Nova Gales do Sul, na Austrália, situado a 12 quilômetros a nordeste do distrito empresarial central de Sydney, na área do governo local do Conselho de Northern Beaches. Seaforth integra a região Northern Beaches. Em 2011, sua população era de 6 726 habitantes, composta por 3 293 homens e 3 433 mulheres. Tem como código postal 12056.